# 朱哈·哈尔西
朱哈·哈尔西（或误译为约哈·阿尔哈西、朱卡·哈尔西；1978年7月16日—），
阿曼作家和学者。她在阿曼和英国接受过教育，曾在爱丁堡大学钻研阿拉伯古诗，并获取了阿拉伯古典文学博士学位。目前她在位于阿曼首都马斯喀特的苏丹卡布斯大学任职阿拉伯语系的副教授。2019年曼布克国际奖得主，成为首位阿拉伯裔的布克奖得主。
朱哈·哈尔西发表过三本短篇小说集和三本小说。她也发表过一些学术作品。她的小说《天体》的英译本获得了2019年的曼布克国际奖，使她成为第一名有作品被译成英文的阿曼女性小说家。这部小说以阿曼村庄阿瓦非三姐妹的视角来描叙阿曼从传统奴隶社会演化成复杂现代世界。评审认为，朱哈·哈尔西的作品“对社会转变和过去鲜为人知的生活，提供一个富含想像力、迷人和诗意的见解”。